# Brønderslev (parochie)
Brønderslev is een parochie van de Deense Volkskerk in de Deense gemeente Brønderslev. De parochie maakt deel uit van het bisdom Aalborg en telt 10832 kerkleden op een bevolking van 11914 (2004). Historisch hoorde de parochie tot de herred Børglum. In 1970 werd de parochie deel van de nieuwe gemeente Brønderslev.

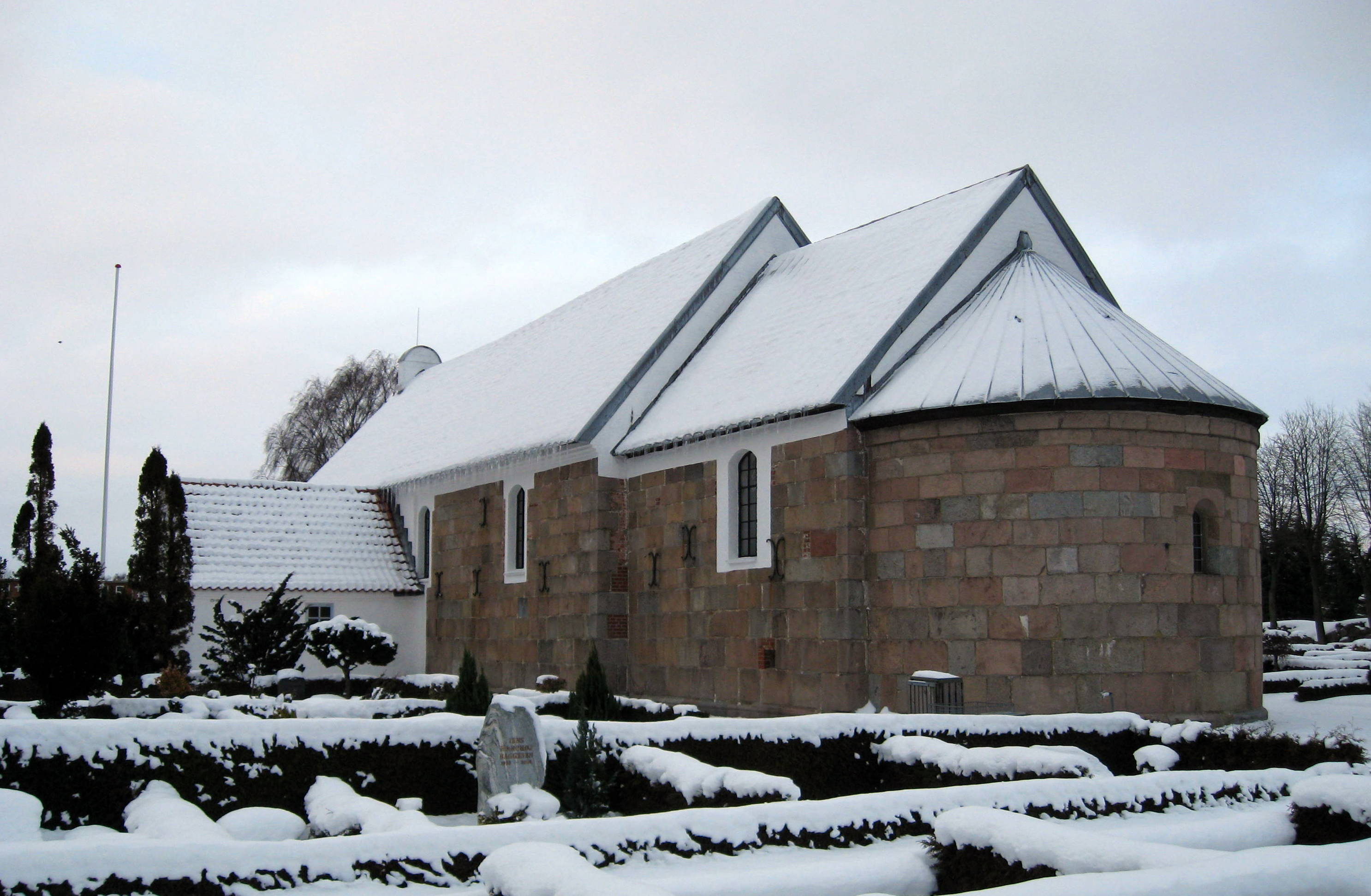
De oude kerk van Brønderslev

Agersted · Aså · Brønderslev · Dorf · Dronninglund · Hallund · Hellevad · Hellum · Hjallerup · Jerslev · Melholt · Mylund · Ørum · Øster Brønderslev · Øster Hjermitslev · Serritslev · Stenum · Tise · Tolstrup · Voer